# Мортенсен, Микаэль
Микаэль Мортенсен (дат. Michael Mortensen; род. 12 марта 1961, Глоструп, Дания) — датский профессиональный теннисист и тренер.
- Полуфиналист 1 турнира Большого шлема в смешанном парном разряде (Roland Garros-1987).
- Четвертьфиналист 1 турнира Большого шлема в парном разряде (US Open-1985).
- Победитель 5 турниров ATP в паре.

## Спортивная карьера

### Игровая карьера
Профессиональная карьера Микаэля стартовала в 1983 году. Относительно быстро, оценив свои возможности в одиночных и парных играх, датчанин решает сосредоточиться на соревнованиях дуэтов. Однако за те несколько лет, что Мортенсен участвовал в играх в одиночном разряде он всё же несколько раз играл в отборочных играх на турнирах Большого шлема (каждый раз на Уимблдоне), а также провёл 26 матчей за национальную сборную в Кубке Дэвиса.
В парных турнирах подъём результатов на более качественный уровень происходит в середине 1983 года, когда сотрудничая с Яном Гуннарсоном и рядом других сильных теннисистов, Мортенсен всё чаще и всё удачнее играет на соревнованиях Гран-при. В апреле 1984 года датчанин и швед завоёвывают первый для Микаэля титул, выиграв соревнования в Ницце. До конца этого года Мортенсен ещё несколько раз побеждает на соревнованиях и завершает год на 43-й строчке парного рейтинга. Однако большинство очков набирается за счёт игр на мелких турнирах, в то время как на соревнованиях Большого шлема датчанин с разнообразными партнёрами не выиграл ни матча.
В 1985-м данный пробел удаётся исправить — на каждом из трёх турниров Большого шлема того сезона он одерживает победы, а в США и вовсе выходит в 1/4 финала. Впрочем успехи на соревнованиях этой серии компенсируются не самой стабильной игрой на турнирах регулярного сезона. Микаэль второй год подряд завершает в числе сотни ведущих парных специалистов мира.
В дальнейшем Мортенсен закрепляется в статусе сильного парного игрока, но ещё одного качественного скачка в развитии так и не происходит. Датчанин продолжает время от времени доходить до решающих стадиях соревнований мужского тура, но число титулов или, хотя бы, игр в финальных матчах сводится к минимуму. За пять следующих лет — с 1986 по 1990 год — Мортенсен 7 раз играет в финалах и завоёвывает 1 титул.
После 1990 года в результатах датчанина начинается затяжной спад. Промучавшись несколько лет на соревнованиях младших категорий мужского тура Микаэль в 1994 году завершает карьеру игрока.
Будучи достаточно квалифицированным парным теннисистом, Мортенсен вполне неплохо играл и соревнования в миксте. В о второй половине 1980-х он регулярно играет на европейских турнирах Большого шлема, и довольно часто доходит до дальних стадий турнира: четырежды Микаэль отмечается в четвертьфиналах и 1 раз (с Тиной Шойер-Ларсен на Roland Garros-1987) выходит в 1/2.

### Тренерская карьера
После окончания игровой карьеры Микаэль длительное время трудится в тренерском корпусе Датской Теннисной Федерации. Широкая публика о его талантах в этой области узнает весной 2011 года, когда приняв находящуюся в игровом кризисе китаянку Ли На он смог за несколько месяцев решить все её проблемы и привести уроженку Уханя к первому в истории национального тенниса титулу на соревнованиях Большого шлема.

## Рейтинг на конец года
| Год  | Одиночный рейтинг | Парный рейтинг |
| 1994 |                   | 499            |
| 1993 |                   | 145            |
| 1992 |                   | 169            |
| 1991 |                   | 227            |
| 1990 |                   | 80             |
| 1989 |                   | 51             |
| 1988 |                   | 53             |
| 1987 |                   | 50             |
| 1986 |                   | 110            |
| 1985 |                   | 51             |
| 1984 | 311               | 43             |

## Выступления на турнирах

### Выступление в парных турнирах

#### Финалы турниров ATP в парном разряде (12)

##### Победы (5)
| c 1990 года:                |
| --------------------------- |
| Турниры Большого Шлема (0)  |
| Чемпионат мира ATP (0)      |
| ATP Super 9 (0)             |
| ATP Championship Series (0) |
| ATP World Series (0)        |

| Титулы по покрытиям | Титулы по месту проведения матчей турнира |
| ------------------- | ----------------------------------------- |
| Хард (0)            | Зал (0+2)                                 |
| Грунт (0+3)         | Зал (0+2)                                 |
| Трава (0)           | Открытый воздух (0+3)                     |
| Ковёр (0+2)         | Открытый воздух (0+3)                     |

| №  | Дата             | Турнир            | Покрытие | Партнёр       | Соперники в финале              | Счёт        |
| 1. | 15 апреля 1984   | Ницца, Франция    | Грунт    | Ян Гуннарсон  | Ханс Гильдемайстер Андрес Гомес | 6-1 7-5     |
| 2. | 22 июля 1984     | Бостад, Швеция    | Грунт    | Ян Гуннарсон  | Хуан Авендано Фернандо Роэсе    | 6-0 6-0     |
| 3. | 23 сентября 1984 | Женева, Швейцария | Грунт    | Матс Виландер | Либор Пимек Томаш Шмид          | 6-1 3-6 7-5 |
| 4. | 25 ноября 1984   | Тулуза, Франция   | Ковёр(i) | Ян Гуннарсон  | Павел Сложил Тим Уилкисон       | 6-4 6-2     |
| 5. | 26 февраля 1989  | Лион, Франция     | Ковёр(i) | Эрик Елень    | Якоб Гласек Джон Макинрой       | 6-2 3-6 6-3 |

##### Поражения (7)
| №  | Дата             | Турнир              | Покрытие | Партнёр          | Соперники в финале              | Счёт        |
| 1. | 29 сентября 1985 | Барселона, Испания  | Грунт    | Ян Гуннарсон     | Серхио Касаль Эмилио Санчес     | 3-6 3-6     |
| 2. | 26 апреля 1987   | Монте-Карло, Монако | Грунт    | Мансур Бахрами   | Ханс Гильдемайстер Андрес Гомес | 2-6 4-6     |
| 3. | 14 февраля 1988  | Лион, Франция       | Ковёр(i) | Блейн Уилленборг | Брэд Дрюэтт Бродерик Дайк       | 6-3 3-6 4-6 |
| 4. | 17 июля 1988     | Штутгарт, Германия  | Грунт    | Андерс Яррид     | Серхио Касаль Эмилио Санчес     | 6-4 3-6 4-6 |
| 5. | 28 августа 1988  | Рай-Брук, США       | Хард     | Джереми Бейтс    | Эндрю Касл Тим Уилкисон         | 6-4 5-7 6-7 |
| 6. | 25 февраля 1990  | Штутгарт, Германия  | Ковёр(i) | Том Нейссен      | Якоб Гласек Ги Форже            | 3-6 2-6     |
| 7. | 7 октября 1990   | Тулуза, Франция     | Хард(i)  | Михил Схаперс    | Нил Броуд Гэри Мюллер           | 6-7 4-6     |

## История выступлений на турнирах

### Парные турниры
| Турниры Большого Шлема |       |       |       |       |       |       |       |       |       |       |        |       |
| Australian Open        | -     | -     | -     | -     | -     | -     | 1Р    | -     | -     | -     | 0 / 1  | 0-1   |
| Roland Garros          | -     | 1Р    | 3Р    | 2Р    | 1Р    | 1Р    | 3Р    | 2Р    | 1Р    | 2Р    | 0 / 9  | 7-9   |
| Уимблдон               | К     | 1Р    | 2Р    | 2Р    | 2Р    | 2Р    | 1Р    | 2Р    | -     | 1Р    | 0 / 9  | 5-9   |
| US Open                | -     | 1Р    | 1/4   | 2Р    | 1Р    | 1Р    | 1Р    | 1Р    | -     | 1Р    | 0 / 8  | 4-8   |
| Итог                   | 0 / 1 | 0 / 3 | 0 / 3 | 0 / 3 | 0 / 3 | 0 / 3 | 0 / 4 | 0 / 3 | 0 / 1 | 0 / 3 | 0 / 27 |       |
| В/П в сезоне           | 0-1   | 0-3   | 6-3   | 3-3   | 1-3   | 1-3   | 2-4   | 2-3   | 0-1   | 1-3   |        | 16-27 |

К — проигрыш в отборочном турнире.

### Турниры в миксте
| Турнир                 | 1984  | 1986  | 1987  | 1988  | 1989  | 1990  | Итог   | В/П за карьеру |
| ---------------------- | ----- | ----- | ----- | ----- | ----- | ----- | ------ | -------------- |
| Турниры Большого Шлема |       |       |       |       |       |       |        |                |
| Australian Open        | -     | -     | -     | -     | 1Р    | -     | 0 / 1  | 0-1            |
| Roland Garros          | -     | 3Р    | 1/2   | 3Р    | 1Р    | 1/4   | 0 / 5  | 9-5            |
| Уимблдон               | 1Р    | 2Р    | 1/4   | 3Р    | 3Р    | 1Р    | 0 / 6  | 6-5            |
| US Open                | -     | 1/4   | 1Р    | -     | -     | 1/4   | 0 / 3  | 4-3            |
| Итог                   | 0 / 1 | 0 / 3 | 0 / 3 | 0 / 2 | 0 / 3 | 0 / 3 | 0 / 15 |                |
| В/П в сезоне           | 0-1   | 4-3   | 5-3   | 3-1   | 2-3   | 5-3   |        | 19-14          |